# Hans Mauß
Hans Mauß, auch Mauss (* 16. April 1901 in Barmen; † 5. April 1953 in Wuppertal-Barmen) war ein deutscher Pharmakologe bei den Bayer-Werken (Wuppertal-Elberfeld), bekannt für die Entwicklung verschiedener Chemotherapeutika.
Mauß studierte nach dem Abitur 1920 Chemie an der Universität Marburg, an der er 1925 bei Karl Friedrich von Auwers mit einer Dissertation über Isomerie bei Pyrazolen promoviert wurde (Isomerieerscheinungen bei dem 3-Phenyl-5-chlorpyrazol) und danach Assistent war (sie veröffentlichten u. a. über Acyloine). Ab 1927 war er im Pharmazeutischen Labor der Bayer AG in Wuppertal-Elberfeld. Hier begann seine Zusammenarbeit mit Fritz Mietzsch. Mit Walter Kikuth (Leiter der Pharmakologie) entwickelten sie 1930 das Anti-Malaria-Mittel Atebrin, das ab 1932 zum Einsatz kam und im Zweiten Weltkrieg viel von den Alliierten eingesetzt wurde. Im Gegensatz zu dem zuvor bei Bayer entwickelten Plasmochin sollte es nicht gegen die Gameten, sondern die Schizonten des Erregers wirken. Nach dem Zweiten Weltkrieg wurde es durch das von Hans Andersag bei Bayer entwickelte Resochin bzw. das eng verwandte Chloroquin ersetzt, das den Vorteil hatte, die Haut nicht gelb zu färben und allgemein weniger Nebenwirkungen hatte.
Ab Ende der 1930er Jahre entwickelte er mit Kollegen unter Kikuth Chemotherapeutika gegen Bilharziose basierend auf Xanthonen und Thioxanthonen: Miracil D kam 1953 gegen Bilharziose zum Einsatz.
1934 erhielt er mit Fritz Mietzsch die Emil-Fischer-Medaille.